# Aleksandr Andréyevich Ivánov
Aleksandr Andréyevich Ivánov (Александр Андреевич Иванов, San Petersburgo, 16 de julio de 1806 – ibídem, 3 de julio de 1858) fue un pintor ruso que se adscribió a la menguante tradición del Neoclasicismo, pero encontró poca aceptación entre sus contemporáneos.
Aleksandr Ivánov estudió junto a Karl Briullov en la Academia Imperial de las Artes, bajo las enseñanzas de su padre, Andréi Ivánov. Pasó la mayor parte de su vida en Roma donde hizo amistad con Nikolái Gógol y sucumbió ante la influencia de los Nazarenos. Ha sido llamado "el maestro de una sola obra", ya que le tomó 20 años completar su obra maestra, "La aparición de Cristo ante el pueblo" (1837 - 1857). Ivánov se sintió decepcionado por la recepción por parte del público de este trabajo.
Junto a otros artistas e intelectuales rusos de la mitad del siglo XIX, Ivánov se interesó por los iconos de la antigua Rusia, considerando oportuno no olvidar la herencia e impacto que éstos supusieron en el imaginario y cultura rusa.
Su trabajo fue reconocido por generaciones siguientes. Algunos de los muchos bosquejos que había preparado para La aparición... han sido considerados obras maestras. Aunque su obra más conocida se encuentra en la Galería Tretiakov, la colección más completa de sus trabajos puede verse en el Museo Estatal Ruso, en San Petersburgo.

## Galería

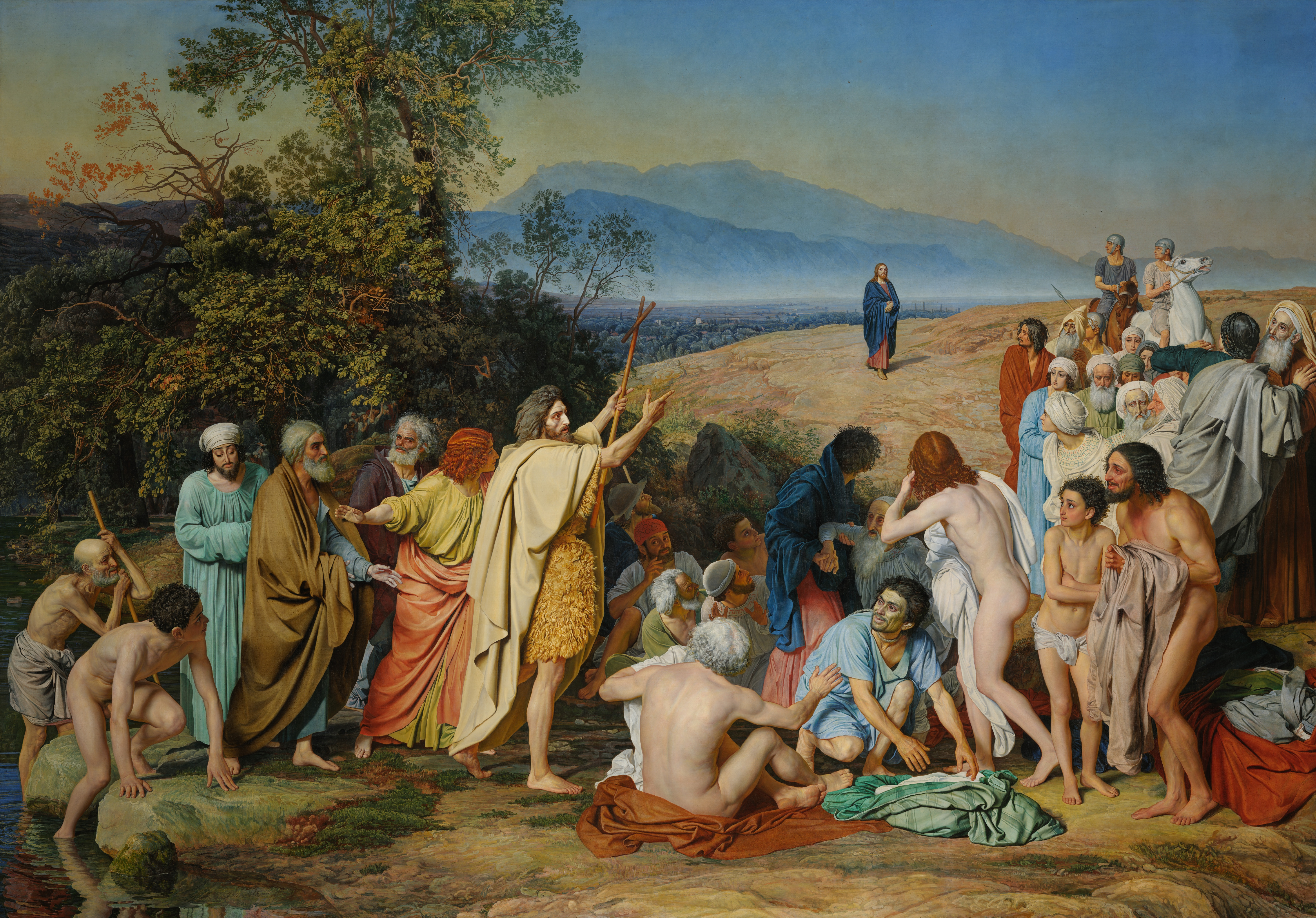
La aparición de Cristo ante el pueblo (1837–1857)
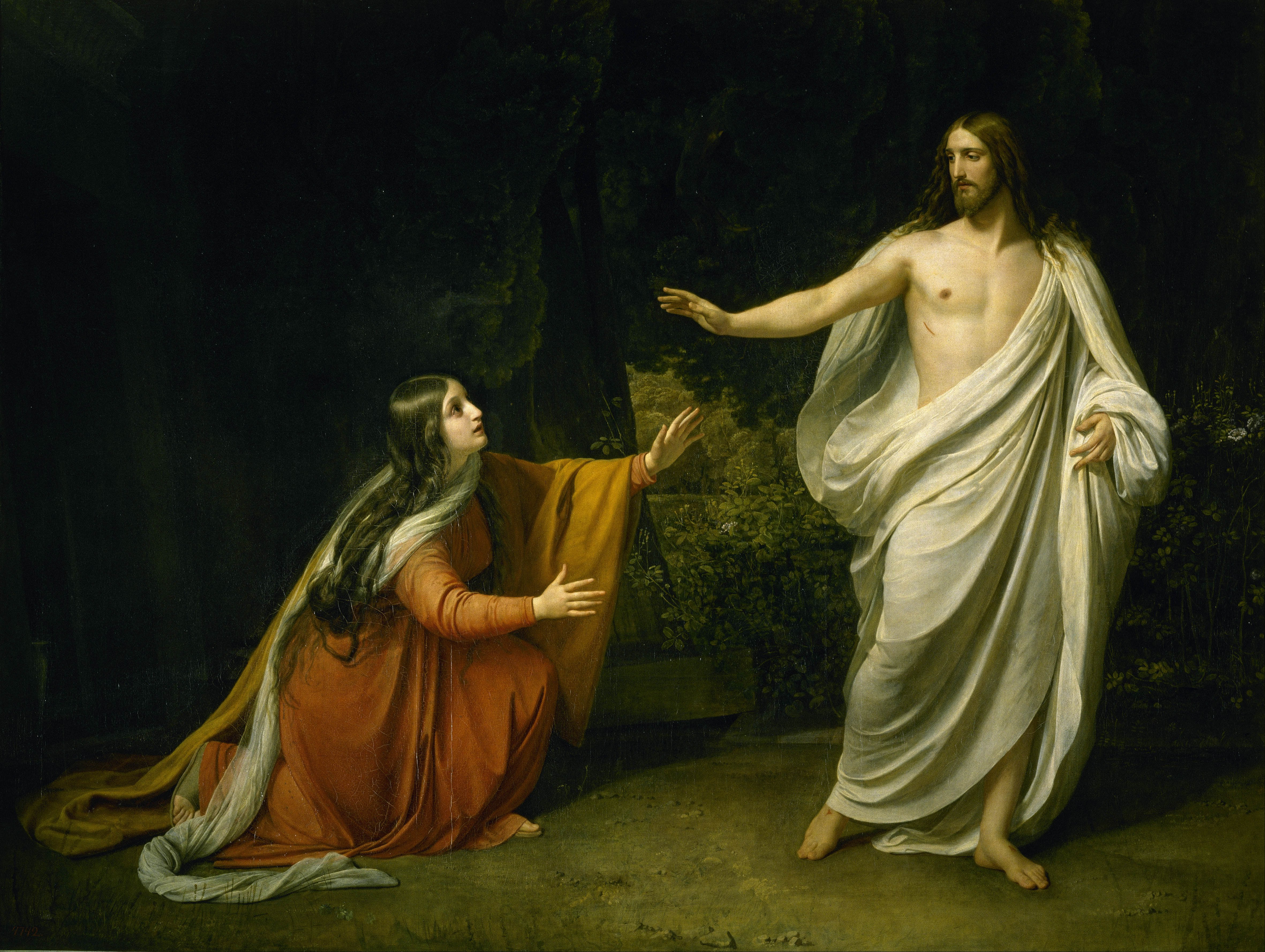
La aparición del Cristo de María Magdalena después de la resurrección (1835)
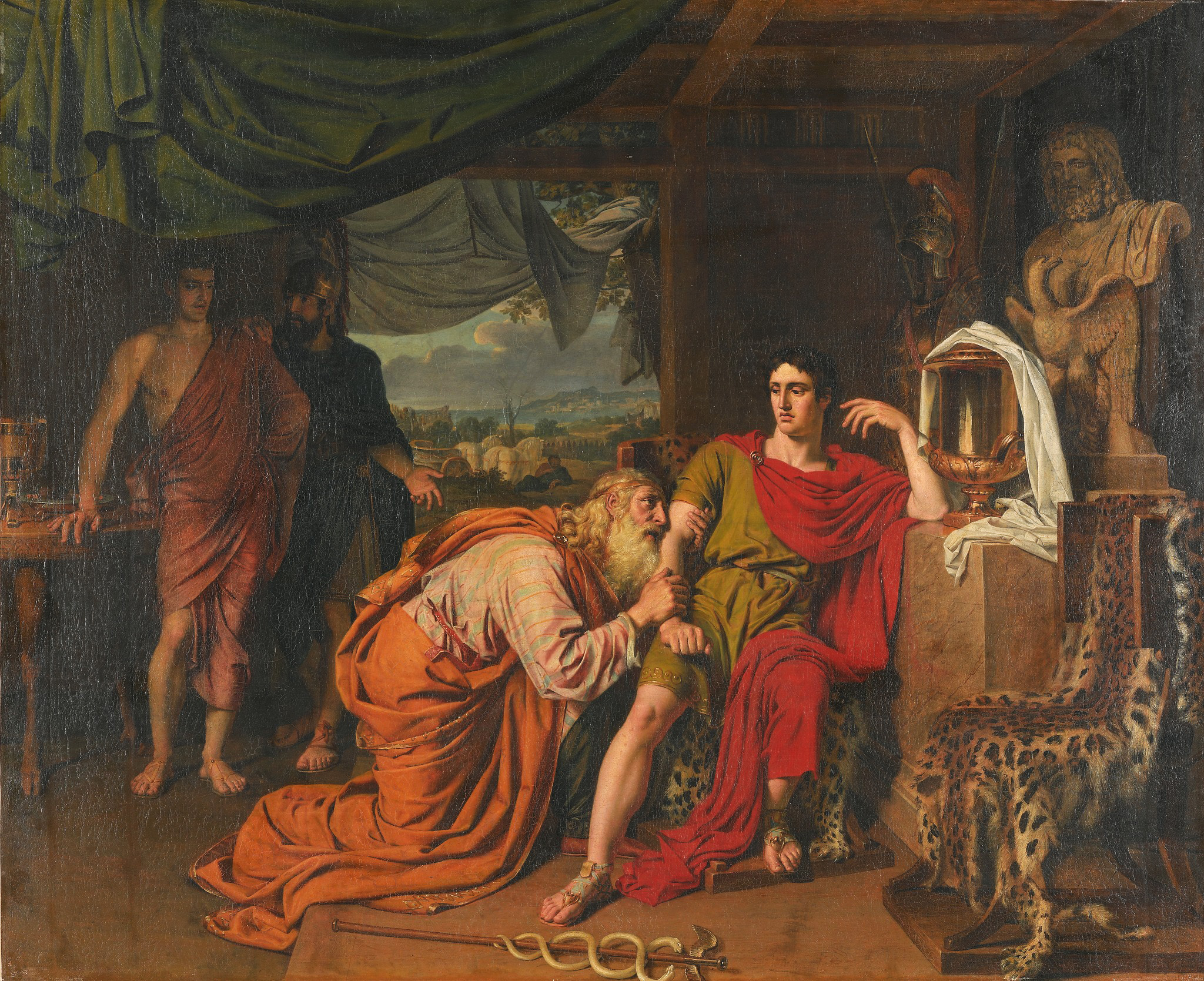
Príamo le pide a Aquiles el cuerpo de Héctor (1824)
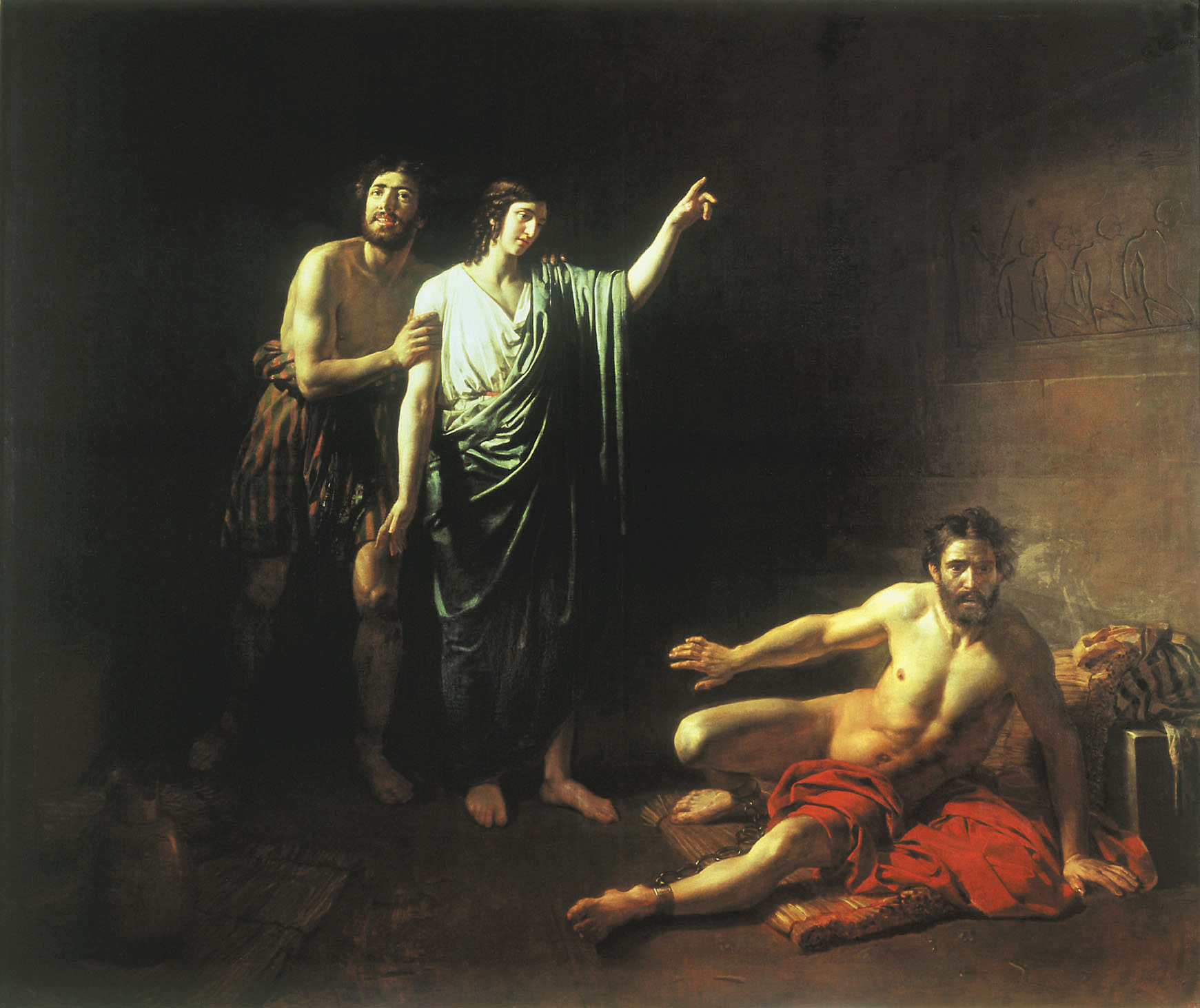
José, que interpreta los sueños del mayordomo y el panadero, prisioneros con él en la mazmorra (1826)
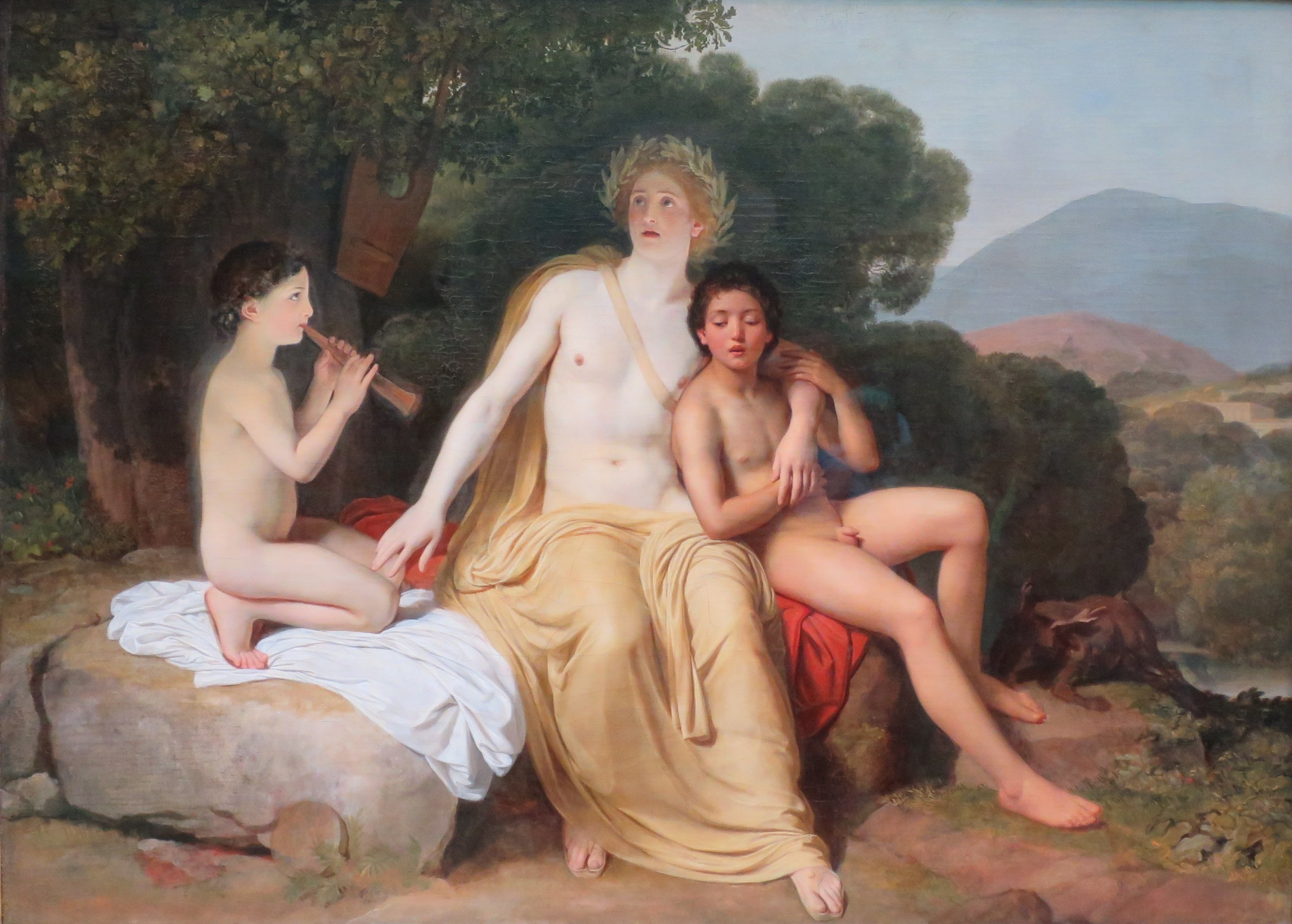
Apolo, Jacinto y Ciprés haciendo música y canto (1831–1834)
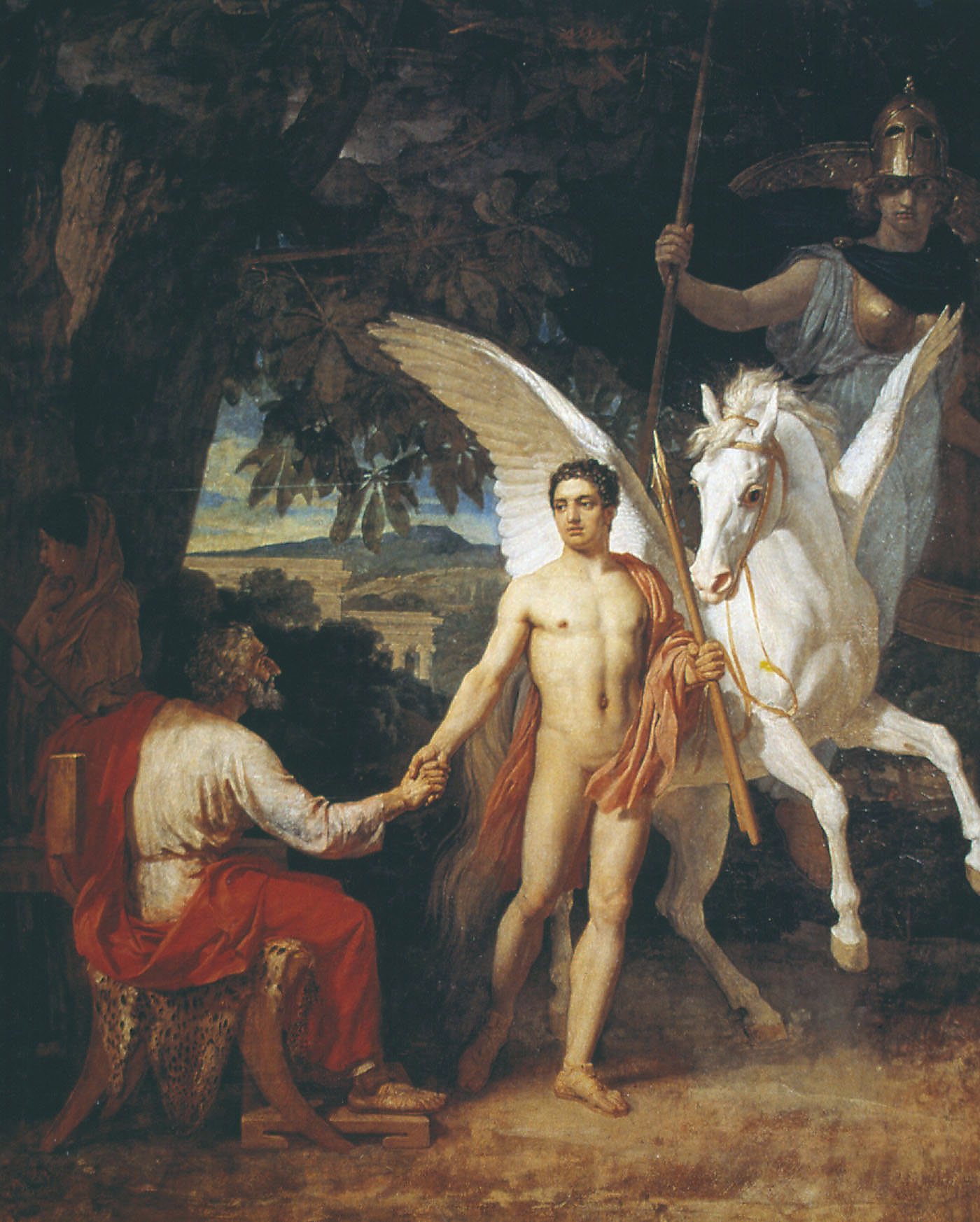
Bellerofonte se lanza a la campaña contra la Quimera (1829)
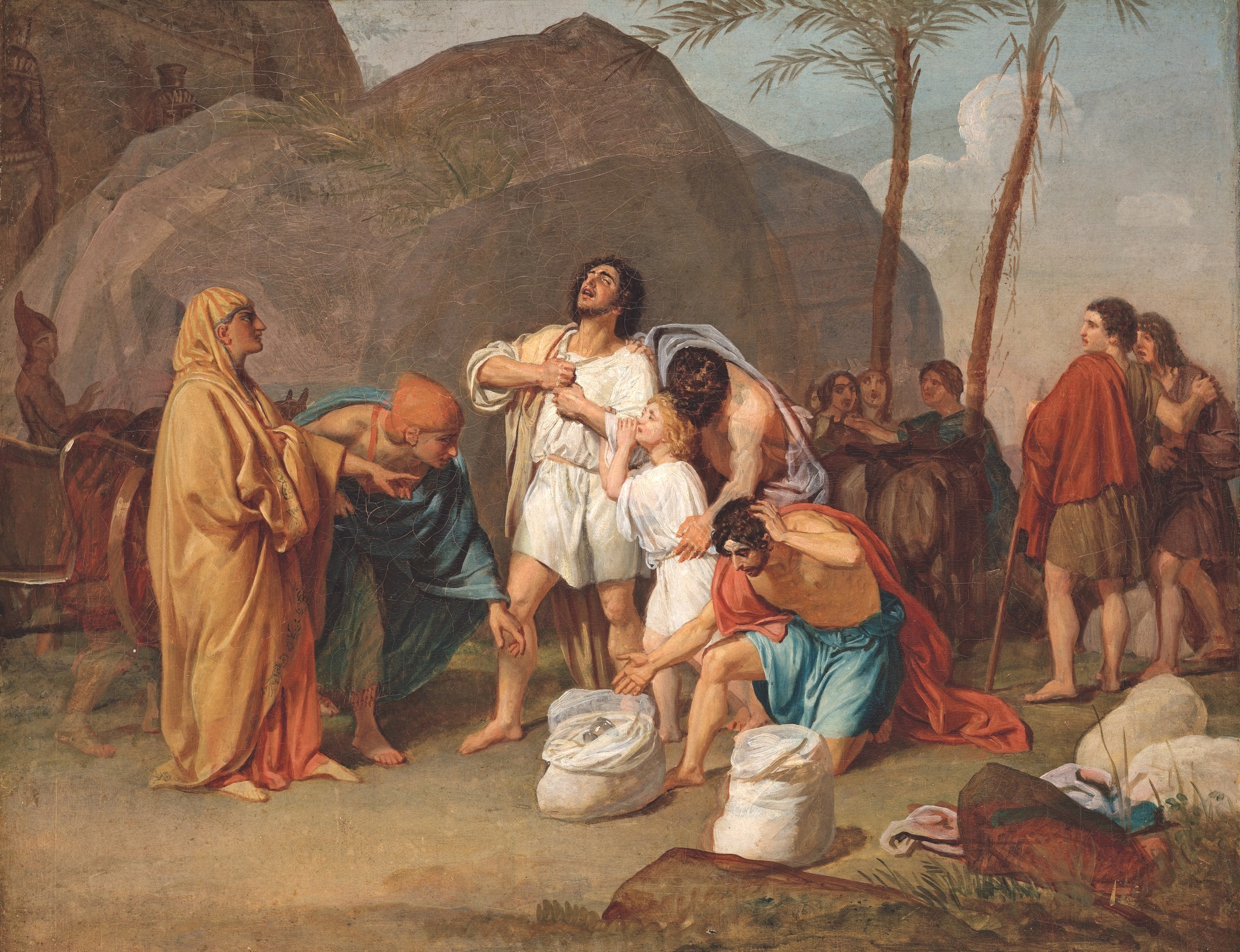
Los hermanos de José encuentran el cáliz en la bolsa de Benjamín (1831–1833)
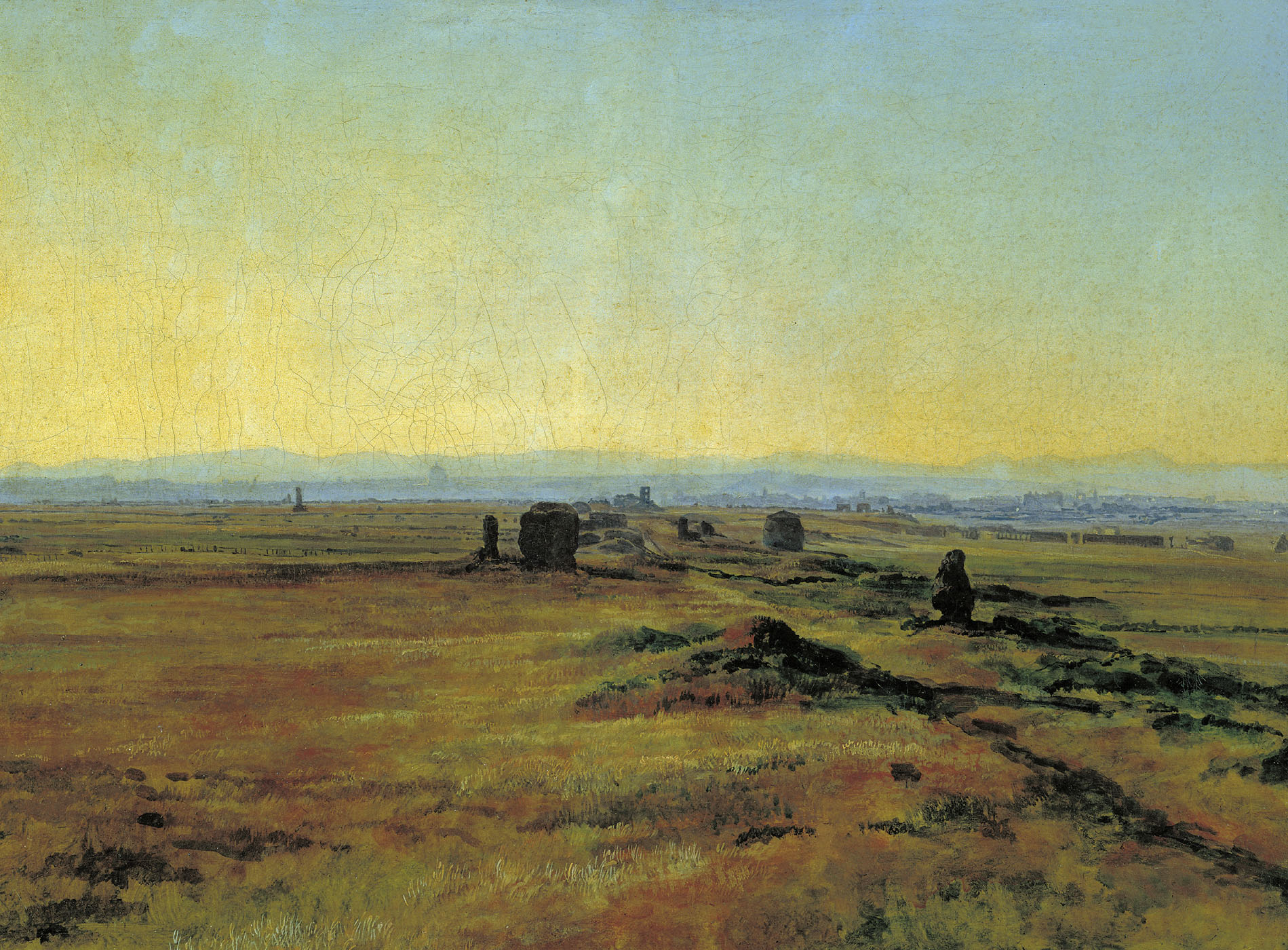
Vía Apia al atardecer (1845)
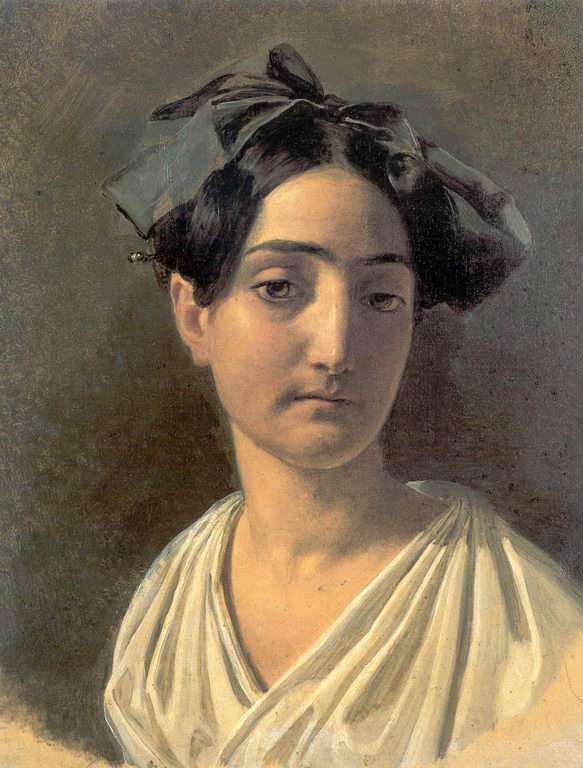
Retrato De Vittoria Caldoni (1834)
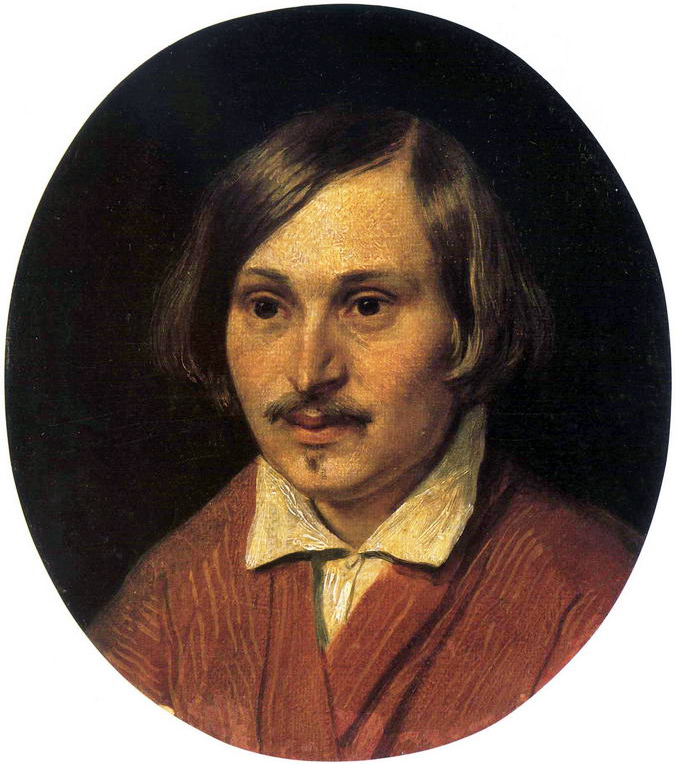
Retrato De Nikolai Gogol (1841)